# Trako (targi kolejowe)

Logo targów Trako

Trako (pełna nazwa Międzynarodowe Targi Kolejowe Trako) – największe w Polsce i drugie w Europie targi transportu kolejowego.
Wystawa odbyła się w latach 1996, 1998 i 1999 w Gdyni, natomiast począwszy od 2001 wydarzenie ma miejsce w Gdańsku i jest organizowane co dwa lata w ramach Międzynarodowych Targów Gdańskich. Od 2013 siedzibą imprezy jest kompleks wystawienniczo-biurowy AmberExpo, zlokalizowany przy ul. Żaglowej 11 w Gdańsku.
Dyrektorem projektu jest Dorota Daszkowska-Kosewska.

## Historia

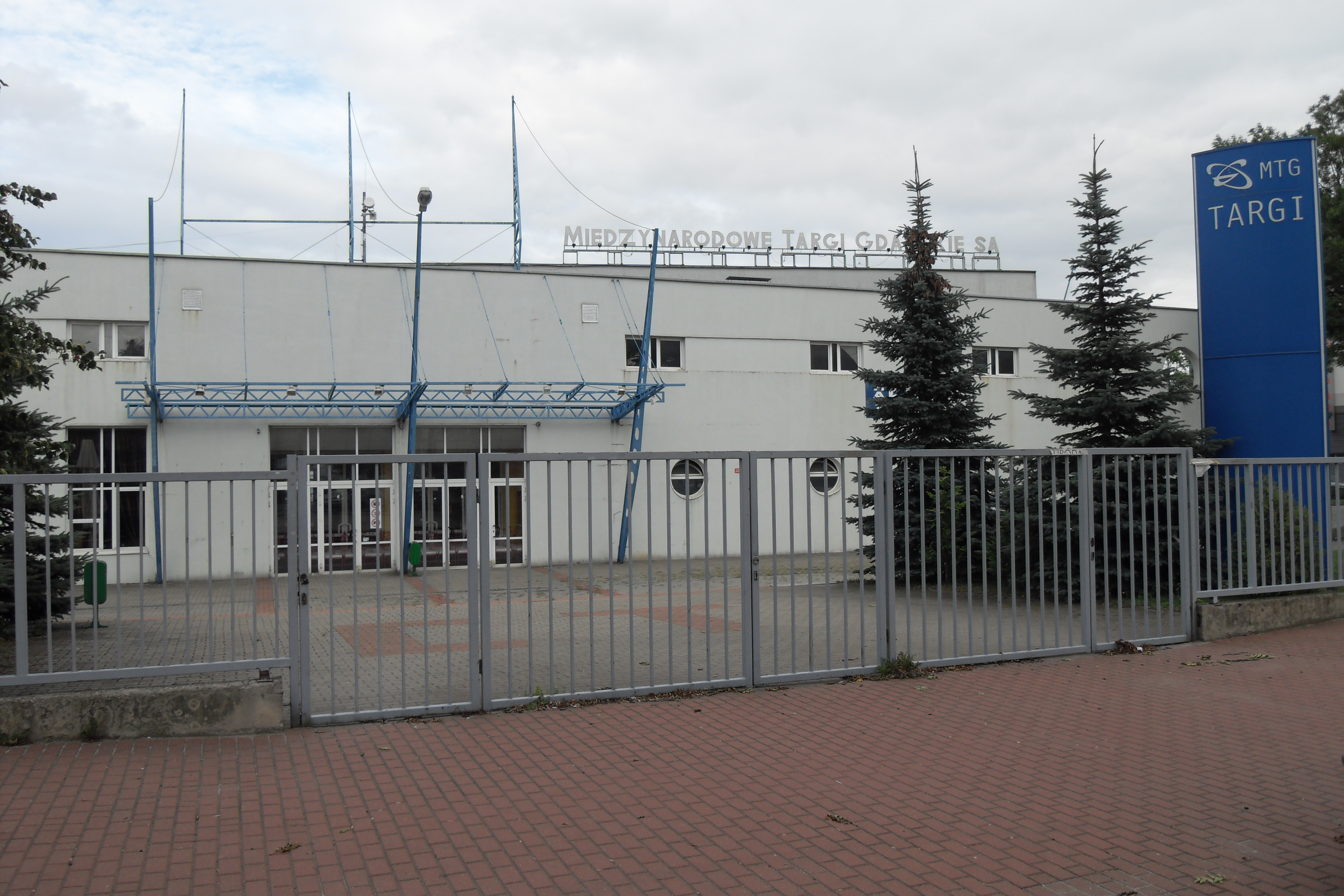
Centrum Targowe MTG – siedziba Trako w latach 2001–2011

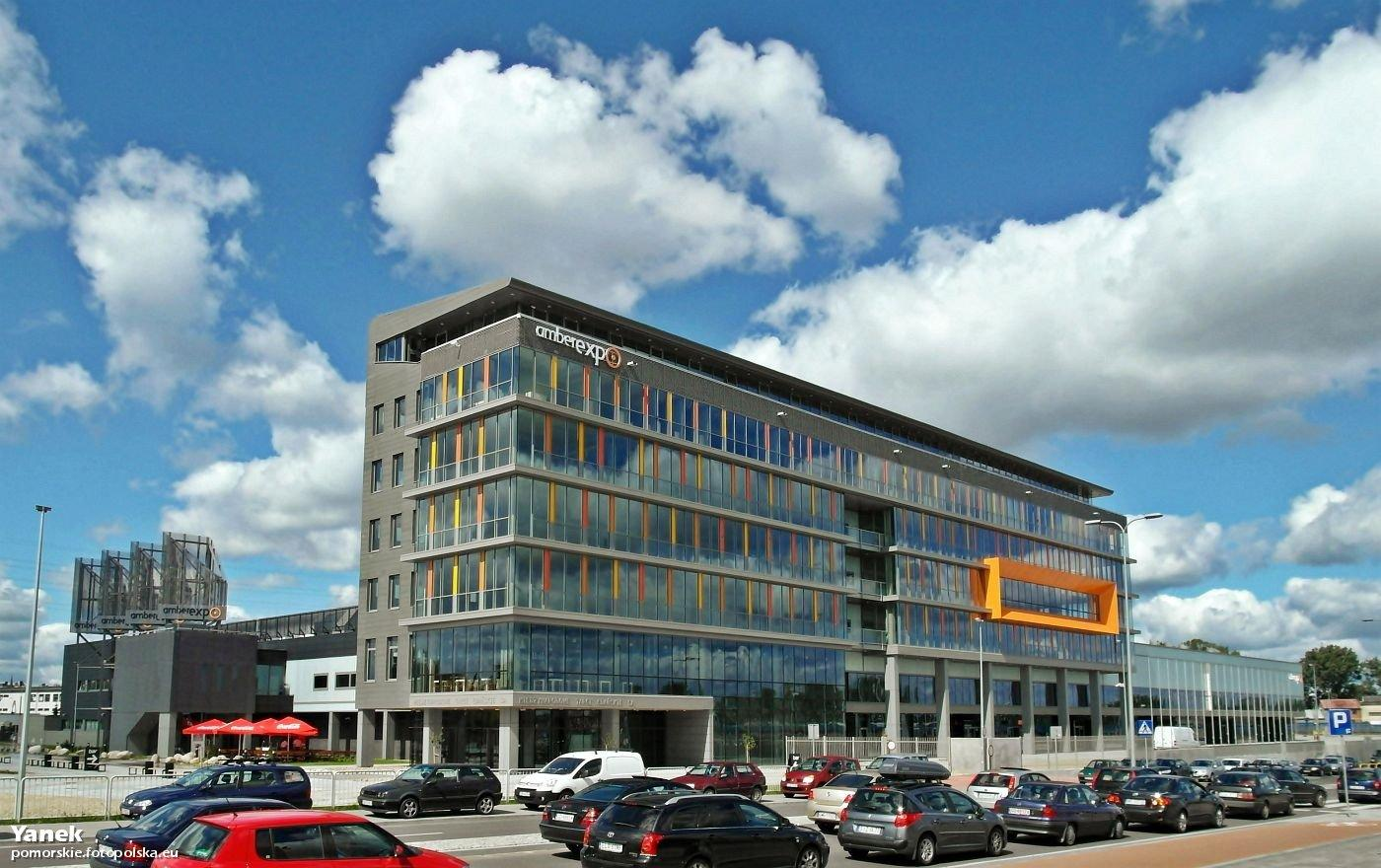
AmberExpo – siedziba targów od 2013

W połowie lat 90. XX w. dokonujące się w Polsce przemiany gospodarcze były ukierunkowane na rozwój transportu, natomiast jedyna krajowa wystawa taboru kolejowego mająca charakter cykliczny była organizowana w ramach Międzynarodowych Targów Poznańskich. W związku z tym w 1995 we Wschodnioeuropejskim Centrum Handlu World Trade Center Gdynia Expo powstała idea organizacji branżowych targów kolejowych, których celem miała być prezentacja osiągnięć techniki, wymiana informacji w zakresie kierunków rozwoju i przegląd światowej tendencji w dziedzinie kolei. Na miejsce imprezy wybrano Gdynię oraz obrano dwuletni cykl organizacji wydarzenia. W 1996 zorganizowano I odsłonę Trako. Targi te były owocem współpracy WTC Gdynia Expo z PKP, a także branżowych stowarzyszeń i naukowców. Po II edycji w 1998 zdecydowano się uwzględnić sugestie wystawców, by impreza nie dublowała się z berlińską wystawą InnoTrans i organizować wydarzenie w lata nieparzyste. Pierwsze trzy imprezy z cyklu Trako odbyły się w gdyńskim WTC Expo przy ul. Tadeusza Wendy 7/9 oraz miały charakter pionierski.
W marcu 2000 Międzynarodowe Targi Gdańskie nabyły od WTC Gdynia Expo prawa do organizacji wszystkich imprez targowych w Trójmieście i w ten sposób dokonano ich integracji. Zorganizowana rok później IV edycja Trako miała miejsce w Centrum Targowym MTG przy ul. Beniowskiego w Gdańsku, a wystawa taboru na przystanku Gdańsk Oliwa. Po tej odsłonie targi trafiły do grona najważniejszych wystaw transportowych w Europie Środkowo-Wschodniej. Zainteresowanie nimi ze strony wystawców z kolejnymi edycjami rosło.
W 2007 ekspozycja taborowa została poszerzona o bocznicę na terenie MTG. Ponadto partnerem imprezy została Izba Gospodarcza Komunikacji Miejskiej, dzięki czemu tematykę wystawy rozszerzono o komunikację tramwajową. W 2013 formułę wystawienniczą zmieniono kolejny raz przy okazji jubileuszowych X targów, które zorganizowano w nowym Centrum Wystawienniczo-Targowym AmberExpo i na pobliskim przystanku Gdańsk Stadion Expo nieopodal stadionu piłkarskiego w Gdańsku Letnicy. Od tamtej pory są to największe w kraju i drugie w Europie targi transportu kolejowego.

## Edycje
| Edycja | Data                    | Organizatorzy         | Miejsce wystawy     | Miejsce ekspozycji taboru   | Liczba wystawców | Liczba państw | Liczba gości | Źródła                    |
| ------ | ----------------------- | --------------------- | ------------------- | --------------------------- | ---------------- | ------------- | ------------ | ------------------------- |
| I      | 1–4 października 1996   | PKP i WTC Gdynia Expo | WTC Gdynia Expo     | Gdynia Główna Osobowa       | 104              | 8             | 3100         | [ 3 ] [ 4 ] [ 2 ]         |
| II     | 23–25 września 1998     | PKP i WTC Gdynia Expo | WTC Gdynia Expo     | Gdynia Główna Osobowa       | 104              | 5             | 3100         | [ 10 ] [ 4 ] [ 2 ]        |
| III    | 20–22 października 1999 | PKP i WTC Gdynia Expo | WTC Gdynia Expo     | Gdynia Port                 | 108              | 4             | 3200         | [ 11 ] [ 4 ] [ 2 ]        |
| IV     | 17–19 października 2001 | PKP i MTG             | Centrum Targowe MTG | Gdańsk Oliwa                | 134              | 11            | 3600         | [ 6 ] [ 4 ] [ 7 ]         |
| V      | 15–17 października 2003 | PKP i MTG             | Centrum Targowe MTG | Gdańsk Oliwa                | 198              | 15            | 3690         | [ 12 ] [ 4 ] [ 7 ]        |
| VI     | 12–14 października 2005 | PKP i MTG             | Centrum Targowe MTG | Gdańsk Oliwa                | 264              | 17            | 6003         | [ 13 ] [ 14 ] [ 7 ]       |
| VII    | 10–12 października 2007 | PKP i MTG             | Centrum Targowe MTG | Gdańsk Oliwa i bocznica MTG | 343              | 17            | 8974         | [ 15 ] [ 7 ] [ 2 ]        |
| VIII   | 14–16 października 2009 | PKP i MTG             | Centrum Targowe MTG | Gdańsk Oliwa i bocznica MTG | 420              | 17            | 9200         | [ 16 ] [ 17 ] [ 7 ] [ 2 ] |
| IX     | 11–14 października 2011 | PKP i MTG             | Centrum Targowe MTG | bocznica MTG                | 461              | 16            | 9680         | [ 18 ] [ 8 ] [ 7 ]        |
| X      | 24–27 września 2013     | PKP i MTG             | AmberExpo           | Gdańsk Stadion Expo         | 510              | 25            | 12 892       | [ 19 ] [ 8 ] [ 20 ] [ 7 ] |
| XI     | 22–25 września 2015     | PKP i MTG             | AmberExpo           | Gdańsk Stadion Expo         | ponad 600        | 20            | 15 473       | [ 9 ] [ 21 ]              |
| XII    | 26–29 września 2017     | PKP i MTG             | AmberExpo           | Gdańsk Stadion Expo         | 700              | 25            | 16 421       | [ 22 ] [ 23 ]             |
| XIII   | 24–27 września 2019     | PKP i MTG             | AmberExpo           | Gdańsk Stadion Expo         | 647              | 32            | 17 784       | [ 24 ]                    |
| XIV    | 21-24 września 2021     | PKP i MTG             | AmberExpo           | Gdańsk Stadion Expo         | ponad 500        | 39            | 23 000       | [ 25 ]                    |
| XV     | 19-22 września 2023     | PKP i MTG             | AmberExpo           | Gdańsk Stadion Expo         |                  |               |              |                           |

### 1996

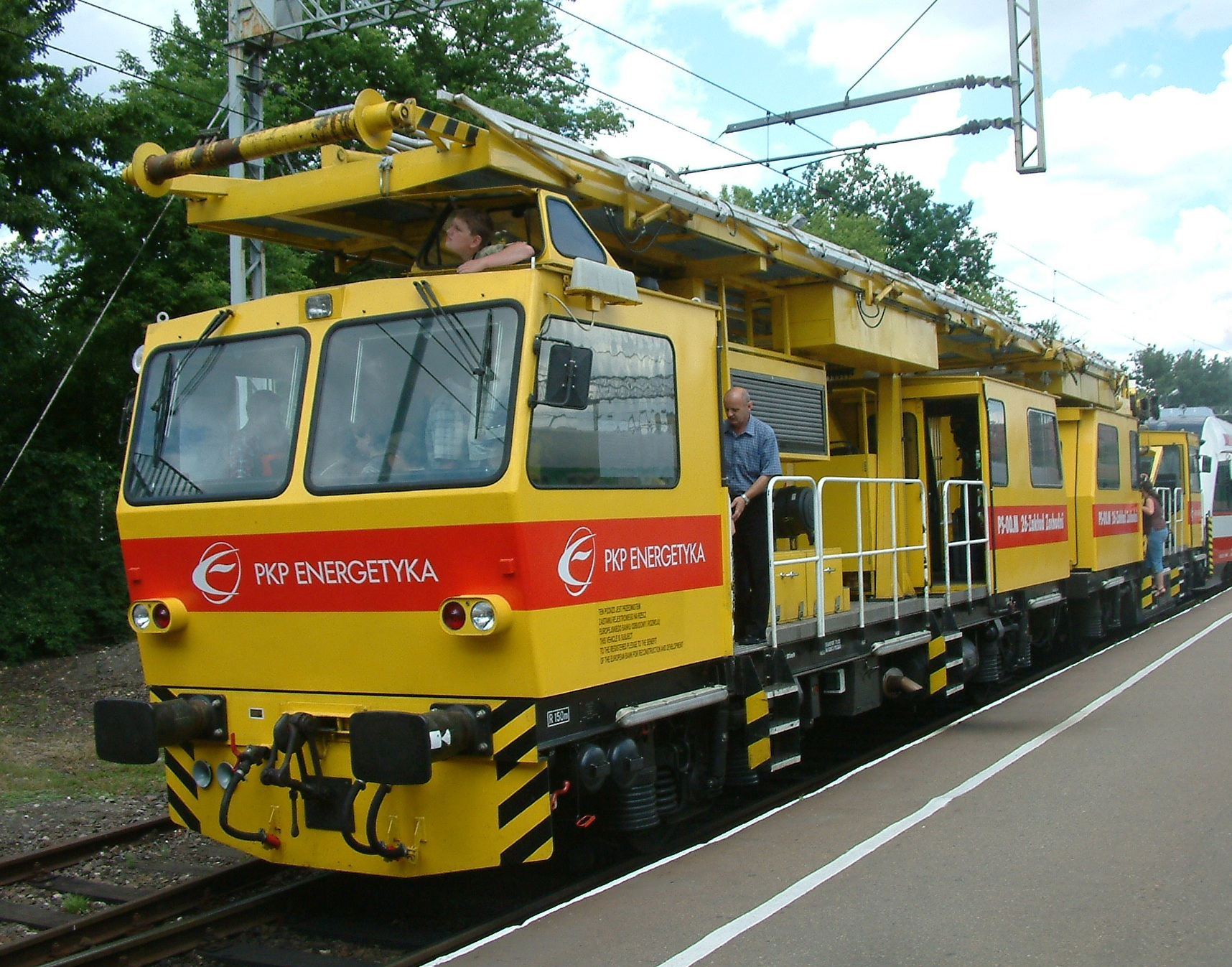
Pojazd PS-00 z ZNTK Stargard

Pierwsza edycja targów o nazwie I Międzynarodowa Konwencja Kolei Trako’96 odbyła się w dniach od 1 do 4 października 1996 w gdyńskiej hali Expo. Stoiska wystawowe umieszczono na dwóch kondygnacjach i prezentowały się na nich kolejowe przedsiębiorstwa krajowe (głównie ZNTK), jak również zagraniczne, a także wydawnictwa prasowe. Równolegle trwała konferencja naukowo-techniczna, natomiast na stacji Gdynia Główna eksponowano pojazdy szynowe:
- Alstom Konstal: wagon cysterna do przewozu płynnego gazu, wagon cysterna do przewozu paliw płynnych,
- Deutsche Waggonbau: piętrowy wagon sterowniczy 1. i 2. klasy do pociągów w systemie push-pull, wagon dwuosiowy ze ścianami przesuwnymi do przewozu ładunków wielkogabarytowych,
- OBRPS: zestaw bimodalny składający się z dwóch cystern i jednej naczepy skrzyniowej,
- Zastal: wagon dwuosiowy ze ścianami przesuwnymi do przewozu ładunków wielkogabarytowych,
- ZNTK Bydgoszcz i ZNTK Nowy Sącz: wagon sypialny typu Görlitz,
- ZNTK Gniewczyna: węglarka czteroosiowa typu 424W, wagon z przesuwnymi kołpakami,
- ZNTK Piła: SM42-2000,
- ZNTK Stargard: pociąg do utrzymania sieci trakcyjnej typu PS-00[3].

### 1998

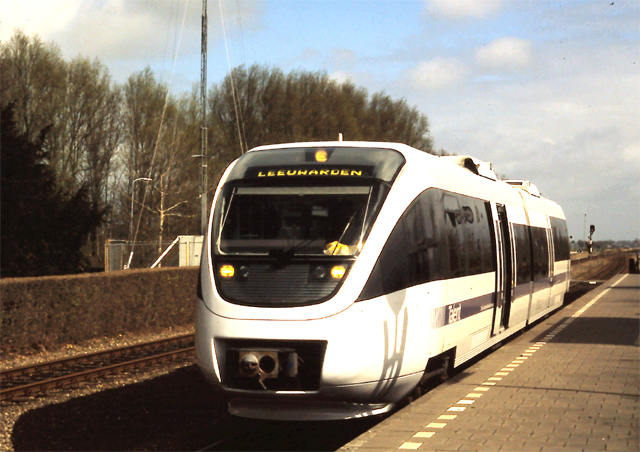
Prototyp Talenta

II Międzynarodowa Konwencja Kolei Trako odbyły się w dniach od 23 do 25 września 1998 w Gdyni. W głównej hali rozłożono stoiska wystawców, wśród których znaleźli się czołowi zagraniczni producenci taboru oraz większość krajowych producentów i zakładów naprawczych. Pierwszego dnia odbyła się konferencja prasowa z udziałem prezesa PKP Jana Janika, podczas której przedstawiono m.in. główne założenia restrukturyzacji przedsiębiorstwa. W trakcie targów miało również miejsce sympozjum Z koleją w XXI wiek oraz rozdano pierwsze w historii targów nagrody. W konkursie im. Ernesta Malinowskiego za najlepszy wyrób trzy równorzędne wyróżnienia przyznano: automatycznemu systemowi informacji dla podróżnych z ZNTK „Mińsk Mazowiecki”, licznikowi osi z Frauscher Polska i hydraulicznemu napędowi rogatkowemu z Kombudu. W konkursie na najciekawszą ekspozycję natomiast nagrody otrzymało sześciu wystawców: Adtranz, Alstom, Bombardier, DGT, Taps i Siemens. Na torach ekspozycyjnych ulokowanych obok hali prezentowane były wagony towarowe, a na stacji Gdynia Główna:
- Bombardier: Talent,
- ZNTK Nowy Sącz: zmodernizowany wagon restauracyjny, zmodernizowany wagon techniczny do inspekcji stanu nawierzchni torowej[10].

### 1999

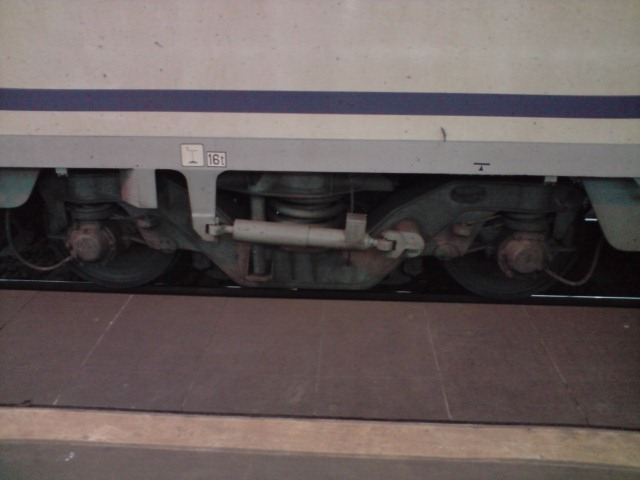
Wózek 25ANa – zdobywca I nagrody Ernesta Malinowskiego

Trzecia edycja wydarzenia o zmienionej nazwie Międzynarodowe Targi Kolejowe Trako 1999 odbyła się wyjątkowo rok po poprzednim wydarzeniu, by nie dublować berlińskich targów InnoTrans organizowanych w lata parzyste; targi odbyły się w dniach od 20 do 22 października 1999. Ponownie przyznano nagrody Ernesta Malinowskiego, które otrzymały: wózek typu 25ANa produkcji ZNTK Poznań, komputerowy system samoczynnej blokady liniowej z Adtranzu oraz modułowa elektryczna szafa sterownicza do wagonów pasażerskich produkcji ZNTK Bydgoszcz. Nowością były natomiast nagroda i wyróżnienia im. Czesława Jaworskiego za wybitne osiągnięcia w dziedzinie produkcji urządzeń i wdrożenia nowych technologii w trakcji elektrycznej. Nagrodę przyznano Instytutowi Aparatów Elektrycznych Politechniki Łódzkiej, ABB i Woltanowi za nową generację wyłączników prądu stałego, wyróżnienia zaś otrzymały: zmodernizowane styczniki trakcyjne bez azbestu produkcji Adtranzu, statyczna przetwornica kolejowa Medcomu i statyczna przetwornica wagonowa Adtranzu. Wyróżniono także najlepsze ekspozycje targowe w kategoriach powierzchni powyżej i poniżej 35 m². Na torach postojowych stacji Gdynia Port zlokalizowanych w pobliżu hali targowej prezentowano pojazdy szynowe:
- Adtranz: Regio-Shuttle RS1,
- Alstom Konstal: wagon samowyładowczy Falns 121,
- Tabor Polski: wagon samowyładowczy Falns do przewozu materiałów sypkich, wagon samowyładowczy Sis z wózkiem o zmiennym rozstawie kół,
- ZNTK Bydgoszcz: wagon samowyładowczy 443V Fal[11].

### 2001

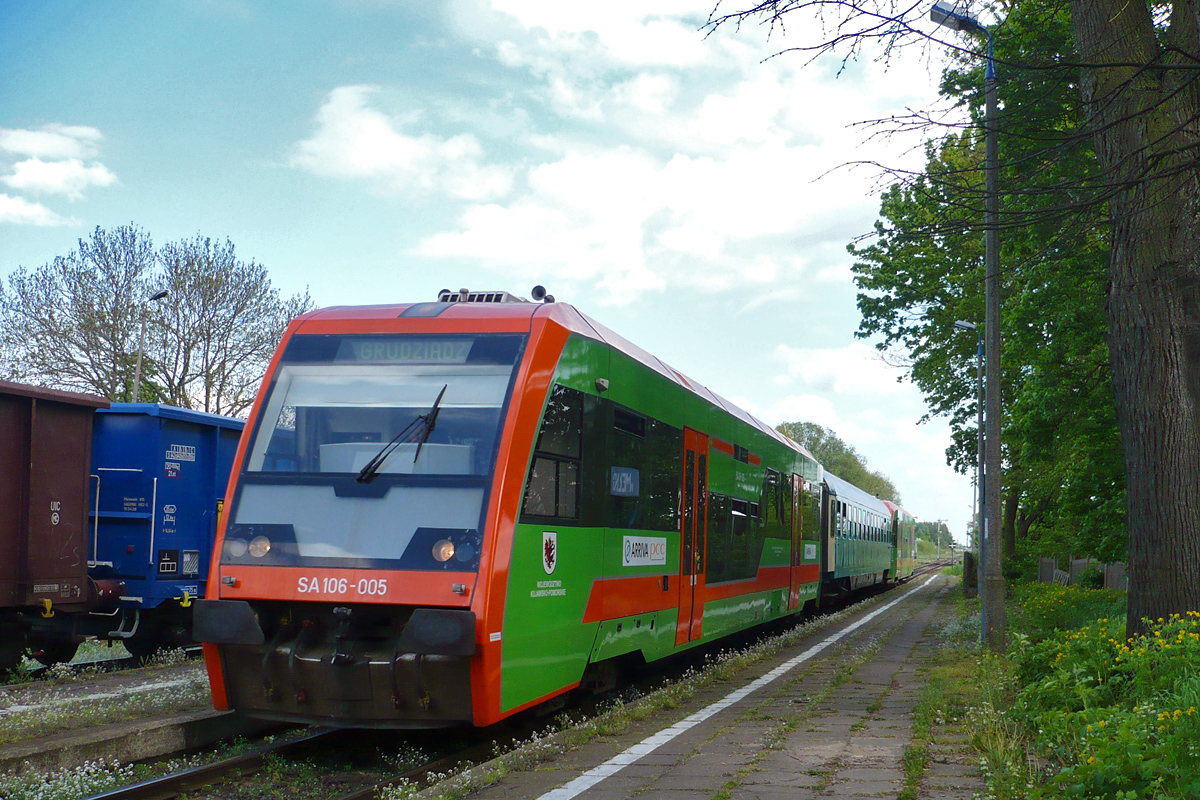
Pojazd z rodziny Partner produkcji Pesy

4. Międzynarodowe Targi Kolejowe Trako 2001 odbyły się w dniach od 17 do 19 października 2001 na terenie MTG i Gdańska Oliwy. Mimo panującej wówczas na rynku kolejowym stagnacji, na targach zaprezentowało się ponad 130 wystawców, co było wtedy rekordem. Podczas wydarzenia miały miejsce seminaria, sympozjum Kolej transport przyjazny oraz wystawa modeli Świat Małej Kolei. Rozstrzygnięto również kilka konkursów. Trzy równorzędne nagrody im. Ernesta Malinowskiego otrzymały przedsiębiorstwa: Siemens, Adtranz i Pesa, wyróżnienie natomiast trafiło do Kombudu. Nagrodę specjalną Czesława Jaworskiego zdobyła Enika, a ponadto wyróżniono Frauscher Polska i Arex, który otrzymał również medal Prezesa SEP. Za najlepsze stoisko o powierzchni poniżej 20 m² uznano stoisko Voitha, natomiast Siemens otrzymał I nagrodę za stoisko o powierzchni powyżej 20 m². Na ekspozycję taborową składały się następujące pojazdy:
- Alstom: Coradia LINT 41(inne języki),
- Fabryka Wagon: 436S Snpss,
- Fabryka Wagonów Gniewczyna: 401Zp,
- Pesa: Partner (nagroda w konkursie),
- PTKiGK Rybnik: SM42,
- Zastal: 218K Hbbins, 437Z Shmmns[6].

### 2003

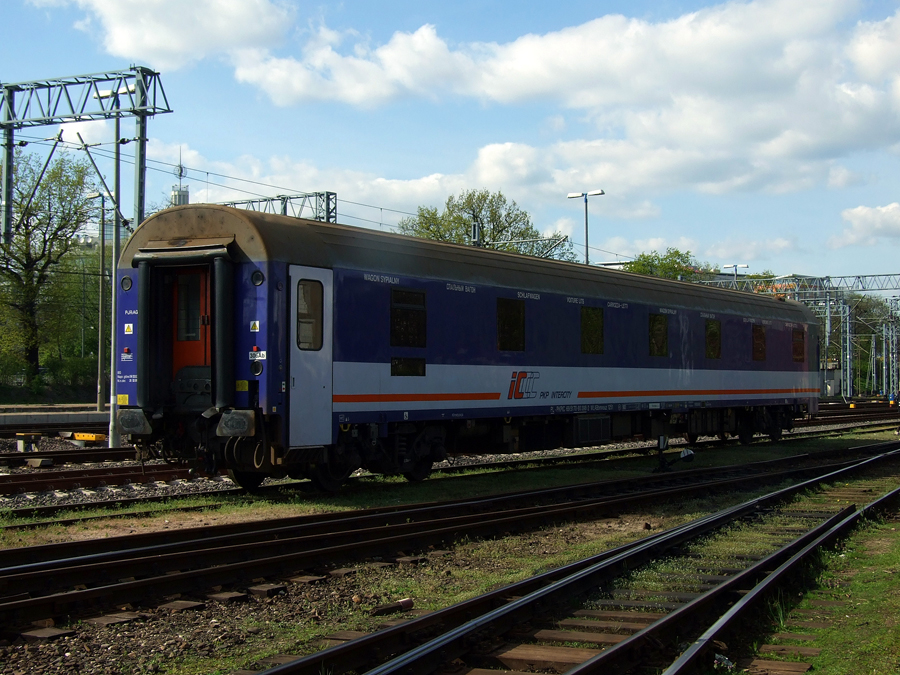
Zmodernizowany przez Pesę wagon 306A – zdobywca nagrody Ernesta Malinowskiego

5. Międzynarodowe Targi Kolejowe Trako 2003 odbyły się w dniach w dniach od 15 do 17 października 2003. Zainteresowanie wydarzeniem było większe niż przed dwoma laty, co oznaczało ożywienie w polskim przemyśle kolejowym. Jego oznaką było m.in. podpisanie kontraktu między PKP PLK i Alstom Pojazdy Szynowe obejmującego projekt, dostawę i montaż urządzeń SRK na części linii E 30. Targom towarzyszyła konferencja Kolej – Integracja – Europa, seminarium SEP Wpływ jakości zabiegów konserwacyjnych na poziom ochrony porażeniowej i bezpieczeństwa podróżnych, wystawa Świat małej kolei oraz trzecie Mistrzostwa Polski Modeli Kolejowych. Nagrody w konkursie im. Ernesta Malinowskiego trafiły do: Kombudu, Pesy, Vossloh, Komunikacyjnych Zakładów Automatyki i Teletechniki z Poznania i Tapsu. Nagrodę specjalną im. Czesława Jaworskiego zdobył Woltan, a wyróżnienia w tym konkursie otrzymały przedsiębiorstwa: Enika, Elester-PKP i Medcom. Najatrakcyjniejsze stoisko o powierzchni poniżej 20 m² miał Kamax, a powyżej tej powierzchni Pesa. Eksponowane były następujące pojazdy szynowe:
- Bombardier: pociąg push-pull prowadzony przez lokomotywę 219 125,
- Pesa: 306A (nagroda w konkursie)[26],
- PKP WKD: salonka,
- ZNLE Gliwice: 3E/1-86[12].

### 2005
6. Międzynarodowe Targi Kolejowe Trako 2005 odbyły się w dniach od 12 do14 października 2005. Odnotowano wówczas rekordową dotychczasowo liczbę wystawców oraz ożywienie na rynku podzespołów. Prezentujące się przedsiębiorstwa pokazały publiczności takie elementy jak urządzenia układów hamulcowych, pierwszy w Polsce i jeden z nielicznych w Europie falownikowy układ napędowy, przetwornice statyczne, pantografy, wyłączniki szybkie, wyposażenie wnętrza i klimatyzatory.
W przeddzień targów odbyło się seminarium Styk systemów kolejowych 1435/1520 mm. Interoperacyjność, Standaryzacja, Certyfikacja, a zaraz po otwarciu wydarzenia miała miejsce debata pod hasłem Wybieram kolej. W drugim dniu imprezy natomiast zorganizowano dwusesyjną konferencję Kolej polska na liberalizowanym rynku UE.
Równorzędne nagrody Ernesta Malinowskiego zdobyły: Alstom Pojazdy Szynowe, Bumar-Fablok i PKP Informatyka, a wyróżnienia: EC Engineering, Przedsiębiorstwo Usługowo-Techniczne Graw, Komunikacyjne Zakłady Automatyki i Teletechniki oraz Medcom. Nagrodę Czesława Jaworskiego przyznano Pesie, a wyróżniono: Graw, Medcom i Enikę. Medal Prezesa SEP również otrzymała Pesa. Za najatrakcyjniejsze ekspozycje uznano stoiska przedsiębiorstw: Cargosped i PTKiGK.
Około 500 m torów wystawczych zajęły następujące pojazdy:
- Bumar-Fablok: ST44-3001 (nagroda w konkursie),
- Koleje Mazowieckie: EN57-1920,
- Newag: 14WE-02 Halny,
- Pesa: EN81-001, SA131-001,
- PKP PLK: WM-15A/PRT-00 02,
- ZNLE Gliwice: ET22-2000,
- Sigma Poznań: 60-1341-1, SA108-003 Regio Tramp, W 232.08[13].

### 2007
7. Międzynarodowe Targi Kolejowe Trako 2007 odbyły się w dniach od 10 do 12 października 2007. Po raz kolejny odnotowano wzrost liczby wystawców względem poprzedniej edycji, przez co wydarzenie stało się drugą co do wielkości imprezą tego typu w Europie. Stoiska wystawcze ulokowano w trzech halach, z których najnowsza została oddana do użytku zaraz przed targami, a także na zewnątrz. Oferta prezentujących się przedsiębiorstw obejmowała cały zakres wyrobów i usług, w tym również dla miejskiego transportu szynowego.
Dzień przed rozpoczęciem targów odbyła się druga edycja seminarium Styk systemów kolejowych 1435/1520 mm. Interoperacyjność – Bezpieczeństwo – Technologie oraz po raz pierwszy miało miejsce seminarium Dostosowanie komunikacji tramwajowej do współczesnych oczekiwań pasażerów. Po otwarciu imprezy zorganizowano debatę Kolej w Polsce w 2020, a w drugim dniu wygłoszono referaty i przeprowadzono dyskusje w ramach seminariów Rynek przewozów kolejowych w Polsce – doświadczenia i prognozy oraz Kolej w aglomeracjach.
W konkursie im. Ernesta Malinowskiego trzy równorzędne nagrody zdobyły: Kombud, Modertrans Poznań i PKP Informatyka, natomiast dziewięć wyróżnień przyznano przedsiębiorstwom: HCP-FPS, Graw, Newag, ZNTK Poznań, Przemysłowy Instytut Automatyki i Pomiarów, Tines, Siemens, Woltan i Zakład Elektroniki Pomiarowej Wielkości Nieelektrycznych. Nagrodę im. Czesława Jaworskiego zdobył Woltan, a wyróżnienia w tym konkursie otrzymały: Medcom i Pesa, która została również odznaczona medalem Prezesa SEP. Po raz pierwszy przyznano wyróżnienia za wieloletni wkład w rozwój techniki transportu szynowego. Otrzymały je: Enika, Pesa i Siemens. Najciekawsze stoiska zaprezentowały: Cantoni Motor, ZNLE Gliwice, Stadler Polska, Siemens, Medcom i Knorr-Bremse.
Ekspozycja taborowa została rozszerzona za sprawą nowo wybudowanej własnej trzytorowej bocznicy. Zostały na niej wystawione następujące pojazdy:
- Angel Trains Poland: F140 MS Traxx,
- Bombardier Transportation: wagon sterowniczy pociągu Twindexx,
- HCP-FPS: 118N Puma (wyróżnienie w konkursie),
- Koleje Mazowieckie: EN57KM-1486,
- Newag: 6Dg-01 (wyróżnienie w konkursie), 311D-04,
- Pesa: ED74-005 Bydgostia,
- PKP Intercity: 111A, 112A,
- Siemens: Rh 1216 050-5 EuroSprinter, E 189 911 EuroSprinter,
- SKM Trójmiasto: EN57-1094[15].

### 2009
8. Międzynarodowe Targi Kolejowe Trako 2009 odbyły się w dniach od 14 do 16 października 2009. Wystawcy, wśród których znaleźli się przewoźnicy, producenci taboru oraz podzespołów i akcesoriów do niego, przedsiębiorstwa doradcze, wydawcy czasopism i książek branżowych oraz organizacje kolejowe, prezentowali swoje stoiska w siedmiu halach wystawowych i na trzech terenach zewnętrznych Międzynarodowych Targów Gdańskich.
W przeddzień targów odbyło się 3. Międzynarodowe Seminarium Styk systemów kolejowych 1435/1520 mm i 2. Seminarium Techniczne. Ceremonii otwarcia towarzyszyła debata Inwestycje kolejowe jako środek łagodzący skutki kryzysu gospodarczego, w której udział wzięli eksperci, politycy, przedstawiciele władz lokalnych oraz reprezentanci kolejowych przedsiębiorstw międzynarodowych i unijnych instytucji. Drugiego dnia natomiast zorganizowano otwartą dla publiczności debata o ERTMS.
W konkursie im. Ernesta Malinowskiego nagrody i wyróżnienia przyznano w trzech kategoriach:
- Tabor – Siemens oraz ZNLE Gliwice i ZEPWN J. Czerwiński i Wspólnicy,
- Infrastruktura – Przedsiębiorstwo Wdrożeniowo-Produkcyjne NEEL oraz Bombardier Transportation Polska i Kombud,
- Technologie informatyczne – Funkwerk Informations Technologies, Telekomunikacja Kolejowa i PKP Informatyka[16].

Nagrodę im. Czesława Jaworskiego otrzymała Firma Produkcyjna Kuca, a wyróżnienia Woltan, ZNLE Gliwice z Instytutem Elektroniki i Medcom. Za najatrakcyjniejsze stoiska uznano ekspozycje przedsiębiorstw: HCP-FPS, Cantoni Group, Vagónka Trebišov, Tines, Alstom Konstal i Stadler Polska.
Podczas targów na przystanku Gdańsk Oliwa zaprezentowano następujące pojazdy szynowe:
- Bombardier: pociąg push-pull,
- Bumar-Fablok: M62-3104,
- HCP-FPS: 158A,
- Newag: SM42-1501, EN71AC-045,
- Pesa: ST45-01, SM42-1601, ATR220-029 Nicolas,
- PKP Cargo: EU43-004 Traxx,
- PKP Intercity: 111Arow,
- Siemens: E183 602-2 Husarz (nagroda w konkursie),
- Sigma Poznań: DH-3206 Wadloper,
- Solaris: S100 Tramino,
- Stadler: 2 140 005-1 FLIRT,
- Tabor Szynowy Opole: platforma niskopodłogowa typu 602S służąca do przewozu TIR-ów,
- Voith: 40 CC Maxima,
- ZNLE Gliwice: E6ACT Dragon (wyróżnienie w konkursie)[16][27][28][29][30].

### 2011
9. Międzynarodowe Targi Kolejowe Trako 2011 odbyły się w dniach od 11 do 14 października 2011. Była to pierwsza w historii odsłona wydarzenia trwająca cztery dni i po raz pierwszy również zamiast tymczasowych hal 3A i 4A otwarto nową halę o powierzchni 2000 m².
W konkursie im. Ernesta Malinowskiego kategorię Tabor wygrał Solaris Bus & Coach, natomiast wyróżnienia otrzymały: Pesa i Medcom. W kategorii Infrastruktura nagrodzono Bombardier Transportation Polska i wyróżniono Tines. W kategorii IT natomiast wygrał TK Telekom, a wyróżnienie trafiło do PKP Informatyka.
Konkurs Jana Podoskiego w kategorii Tabor szynowy również wygrał Solaris, w kategorii Infrastruktura zwyciężył Tines, w dziedzinie Infrastruktury zasileniowej i elektroenergetycznej nagrodę przyznano spółce Trakcja-Tiltra, a w kategorii Inne systemy sterowania, informatyczne, pobierania opłat, obsługi pasażerów triumfowała Novamedia Innovision. Wyróżnienie przyznano Mennicy Polskiej.
Medal Prezesa SEP otrzymał Strunobet-Migacz, a wyróżnienia: Trakcja-Tiltra i Pesa. SITK natomiast za osiągnięcia w dziedzinie trakcji elektrycznej przyznało nagrodę Pesie, a wyróżnienia otrzymały: Medcom i Strunobet-Migacz. Wyróżniono stoiska przedsiębiorstw: Dellner Couplers, KOW, Śrubena Unia, Solaris, DB Schenker Rail Polska i Bahn Technik.
Ze względu na trwającą modernizację linii kolejowej nr 202 i rozpoczętą przebudowę Gdańska Oliwy ekspozycja taborowa zaprezentowana została jedynie na specjalnych torach przy ul. Droszyńskiego. Wystawiono następujące pojazdy:
- CZ Loko(inne języki): 797 823-2, MUV 74.001,
- Koleje Mazowieckie: EN76-015 Elf (nagroda w konkursie SITK i wyróżnienie w konkursie Malinowskiego), EU47-009 Traxx, AB¹²bfmnopuvxz Twindexx
- Newag: SA137-001, 134Ac,
- Pesa: EN96-002 Elf (nagroda w konkursie SITK i wyróżnienie w konkursie Malinowskiego),
- Siemens: 6 191 952 Vectron,
- Škoda: 7 380 020,
- Solaris: S105p Tramino (nagrody w konkursach Malinowskiego i Podoskiego),
- ZNLE Gliwice: E6ACT-001 Dragon,
- Voith: 1 126 304 Gravita 10 BB[18][31].

### 2013
10. Międzynarodowe Targi Kolejowe Trako 2013 odbyły się w dniach od 24 do 27 września 2013. Po raz pierwszy imprezę zorganizowano w nowym centrum wystawienniczo-targowym AmberExpo położonym nieopodal stadionu w Gdańsku Letnicy. Swoje stoiska zaprezentowało ponad 500 wystawców, z których najwięcej pochodziło z Polski, Niemiec, Czech i Wielkiej Brytanii. Połowa przedsiębiorstw odwiedziła Trako po raz kolejny, a druga połowa debiutowała. Prezentowane były wszystkie sektory działalności związane z transportem – usługi, produkcja, handel, logistyka i finanse. Pojawiły się również organizacje branżowe i instytuty naukowo-badawcze.
Dzień przed targami miała miejsce konferencja Systemy monitorowania stanu torowisk i pojazdów w ruchu. Systemy sterowania zwrotnicami i seminarium Certyfikacja podsystemów i wyrobów oraz certyfikacja podmiotów gospodarczych w transporcie kolejowym. Pierwszego dnia imprezy natomiast oficjalnie rozpoczął ją wiceminister transportu Andrzej Massel. Przez kolejne dni wydarzenia organizowane były różnego rodzaju konferencje, seminaria, prezentacje, posiedzenia i debaty. Zawartych zostało również kilka umów. PKP PLK i DB Netz podpisały porozumienie, w którym zobowiązały się do wspólnych przygotowań, koordynacji i realizacji przedsięwzięć przy rozwoju połączenia Szczecin – Berlin. Pesa podpisała kontrakt z Niederbarnimer Eisenbahn na dostawę 9 SZT z rodziny Link, z ZKM Gdańsk na 5 tramwajów Jazz Duo oraz z SKM Trójmiasto na modernizację 21 pociągów. Newag natomiast zawarł z PKP Intercity umowy na modernizację 20 spalinowozów oraz na dostawę 10 nowych lokomotyw.
Podczas targów zostały rozstrzygnięte następujące konkursy:
- konkurs im. inż. Ernesta Malinowskiego na najciekawszy wyrób i innowację techniczną stosowaną w kolejnictwie:
  - kategoria Tabor: Pesa (nagroda) oraz Siemens, Knorr-Bremse i Taps (wyróżnienia),
  - kategoria Infrastruktura: Tines (nagroda) i Track Tec (wyróżnienie),
  - kategoria Technologie informatyczne: PKP Informatyka (nagroda) i Avista (wyróżnienie),
  - honorowe Ernesty w podziękowaniu za wieloletnią pracę w komisji konkursowej: Franciszek Wielądek i Radosław Żołnierzak,
- konkurs SITK RP im. prof. Czesława Jaworskiego na najlepsze rozwiązania w technologii i produkcji urządzeń dla potrzeb trakcji elektrycznej: Medcom (nagroda główna) oraz Strunobet-Migacz, Enika i Kuca (wyróżnienia),
- konkurs IGKM o nagrodę im. prof. Jana Podoskiego za innowacyjne rozwiązania techniczne i nowoczesne technologie w dziedzinie trakcji elektrycznej w komunikacji miejskiej:
  - kategoria Tabor szynowy: Solaris Bus & Coach (medal),
  - kategoria Części, podzespoły i wyposażenie taboru: Medcom (medal) i Modertrans Poznań (wyróżnienie),
  - kategoria Infrastruktura torowa: Transcomfort (medal),
  - kategoria Inne: Novamedia Innovision (medal) i Polgrad (wyróżnienie),
- medal Prezesa SEP za krajowy produkt w zakresie elektryki: Protektel i Solaris[8].

Ekspozycja zewnętrzna również została przeniesiona podczas tej edycji targów. Pokaz taboru miał miejsce na terenie
bezpośrednio przylegającym do AmberExpo. Część pojazdów wystawiono przy peronie przystanku Gdańsk Stadion Expo, a część na parkingu od strony miasta. Zaprezentowano następujące pojazdy:
- HCP-FPS: 166A,
- Newag: 31WE-005 Impuls,
- Newag Gliwice: E4MSU-001 Griffin,
- Pesa: 111Ed-001 Gama (nagroda w konkursie Malinowskiego), EN62-001 Elf, SA139-002 Link, DB 600-003 Link,
- PKP Cargo: ST48-002,
- PKP Intercity: ED250-001 Pendolino, 111Arow, 113Aa, 156A, 168A,
- Siemens: 5 170 037-3 Vectron (wyróżnienie w konkursie Malinowskiego),
- Solaris: S109j Tramino (medal w konkursie IGKM),
- Voith: Gravita 15 BB,
- Vossloh: G 6(inne języki)[33][8][34].

### 2015
11. Międzynarodowe Targi Kolejowe Trako 2015 odbyły się w dniach od 22 do 25 września 2015, w gdańskim AmberExpo. Odwiedziło je ponad 15 000 gości, wzięło w nich udział ponad 600 wystawców z 20 państw, powierzchnia ekspozycyjna wynosiła 20 tys. m², a ekspozycja taboru na przystanku Gdańsk Stadion Expo zajmowała 800 m torów. Dzień przed rozpoczęciem wydarzenia odbyły się pierwsze konferencje i seminaria. Pierwszego dnia imprezy miał miejsce m.in. pokaz zmodernizowanego EZT dla Przewozów Regionalnych i premiera Darta produkcji Pesy, natomiast drugiego debiut pociągu push-pull tego samego producenta. W ramach targów zorganizowano łącznie ponad 30 debat. Imprezie towarzyszyła wystawa Świat Małej Kolei. Targi zostały objęte patronatem honorowym ministra infrastruktury i rozwoju Marii Wasiak, która pojawiła się na imprezie drugiego dnia. Ponadto wydarzenie po raz pierwszy włączyło się do kampanii Europejski Dzień bez Samochodu.
Rozstrzygnięte zostały następujące konkursy oraz wręczono następujące nagrody:
- konkurs o nagrodę im. Józefa Nowkuńskiego: Łódzka Kolej Aglomeracyjna (nagroda) i Pesa (wyróżnienie),
- konkurs o nagrodę im. Ernesta Malinowskiego:
  - kategoria Infrastruktura: KZN „Bieżanów” (nagroda) oraz Bombardier Transportation Polska i Kombud (wyróżnienia),
  - kategoria Tabor: Track Tec (nagroda) oraz Solaris i Enika (wyróżnienia),
  - kategoria IT: Macro System (nagroda) i Radionika (wyróżnienie),
- konkurs SITK o nagrodę im. Czesława Jaworskiego:
  - kategoria Infrastruktura: Strunobet-Migacz (nagroda główna), Mabo (I wyróżnienie) i Pfisterer(inne języki) (II wyróżnienie),
  - kategoria Pojazdy: Pesa (nagroda), Solaris (I wyróżnienie), Newag (II wyróżnienie) i EC Engineering (III wyróżnienie),
- konkurs IGKM o nagrodę im. Jana Podoskiego:
  - kategoria Tabor szynowy: Pesa (nagroda) i Solaris (wyróżnienie),
  - kategoria Części, podzespoły i wyposażenie taboru: Macro-System Mieszko Ciepliński (nagroda) i Novamedia Innovision (wyróżnienie),
  - kategoria Infrastruktura torowa: M&MR Trading Polska / Transcomfort,
  - kategoria Infrastruktura zasileniowa i elektroenergetyczna: ABB,
  - kategoria Inne: Macro-System Mieszko Ciepliński (nagroda) i Małopolska Wytwórnia Maszyn Brzesko (wyróżnienie),
- medal Prezesa SEP: Bitstream,
- konkurs na najatrakcyjniejszą ekspozycję:
  - kategoria do 30 m²: Eneria, Ster i Agat,
  - kategoria od 31 m²: Bombardier Transportation Polska, Kinex Bearings(inne języki) i Stadler Polska,
- konkurs Społecznie Odpowiedzialna Kolejowa Firma Roku: Enika, PKP Energetyka i Axtone (nagrody) oraz Łódzka Kolej Aglomeracyjna (wyróżnienie),
- nagroda The Golden Chariot: Maria Wasiak, Tadeusz Szozda, Mirosław Smulczyński i Track Tec[40].

Zaprezentowane zostały następujące pojazdy szynowe:
- Crystal Traktor: 9C160 Orion,
- CZ Loko(inne języki): 794 001-8 EffiShunter,
- DB Heavy Maintenance: Ausst,
- KZN „Bieżanów”: Switcher,
- Legios: Faccns, Zacns,
- MPK Poznań: Carl Weyer,
- Newag: E6ACT-008 Dragon, 45WE-010 Impuls,
- Pesa: ATR220-026Tr Atribo (wyróżnienie w konkursie Nowkuńskiego), ED161-004 Dart (nagroda w konkursie SITK), 111Eb-001 Gama, 416B-002 Sundeck, 134N Jazz (nagroda w konkursie Podoskiego), 2010NW Twist,
- Przewozy Regionalne: EN57AL-2101,
- Siemens: 193 820 Vectron MS,
- Stadler: ED160-009 FLIRT³, L-4268-007 FLIRT³, ATR125.103 GTW,
- Solaris: S111o Tramino (wyróżnienia w konkursach Malinowskiego, Podoskiego i SITK)[41][42][40].

### 2017
12. Międzynarodowe Targi Kolejowe Trako 2017 odbyły się w dniach od 26 do 29 września 2017 w AmberExpo. W imprezie wzięło udział 700 wystawców z 25 państw. Powierzchnia wystawiennicza objęła 30 tys. m², a tabor oraz maszyny i urządzenia torowe były prezentowane na torach o łącznej długości 1 km. Po raz pierwszy w historii targów zorganizowano Dzień Kariery, który odbył się ostatniego dnia imprezy.
Rozstrzygnięte zostały następujące konkursy oraz wręczono następujące nagrody:
- konkurs o nagrodę im. Ernesta Malinowskiego:
  - kategoria Tabor szynowy oraz oddzielne zespoły i podzespoły: Solaris (nagroda), Pesa (wyróżnienie),
  - kategoria Innowacje techniczne zastosowane w taborze szynowym: Łódzka Kolej Aglomeracyjna (nagroda), Ente (wyróżnienie),
- konkurs o nagrodę im. Józefa Nowkuńskiego:
  - kategoria Ukończone inwestycje liniowe i kubaturowe zrealizowane na terenie Polski: Track Tec (nagroda), Trakcja PRKiI (wyróżnienie),
  - kategoria Innowacje w dziedzinie infrastruktury: Rail-Mil Computers (nagroda), Elester-PKP (wyróżnienie),
- konkurs IGKM o nagrodę im. Jana Podoskiego:
  - kategoria Tabor szynowy: Modertrans Poznań (nagroda), Solaris (wyróżnienie),
  - kategoria Części, podzespoły i wyposażenie taboru: Enika (nagroda), Medcom (wyróżnienie),
  - kategoria Infrastruktura torowa: M&MR Trading Polska (wyróżnienie),
  - kategoria Infrastruktura zasileniowa i elektroenergetyczna: Trakcja PRKiI (wyróżnienie),
- konkurs SITK RP im. prof. Czesława Jaworskiego:
  - kategoria Pojazdy: Pesa (nagroda), Enika (wyróżnienie),
  - kategoria Infrastruktura: Elester-PKP (nagroda), Kuca (wyróżnienie),
- konkurs na najatrakcyjniejszą ekspozycję:
  - kategoria do 30 m²: Koltech, První Signální(inne języki), Elester-PKP,
  - kategoria od 31 m²: Przewozy Regionalne, Aste, Cenzin,
- konkurs Firma Kolejowa Odpowiedzialna Społecznie: Koleje Dolnośląskie, DB Cargo Polska, Łódzka Kolej Aglomeracyjna,
- medal Prezesa SEP: Trakcja PRKiI, Medcom,
- nagroda The Golden Chariot: Medcom, Knorr-Bremse, Viktor Kashanau,
- Pierścień Patrioty Stowarzyszenia Wspierania Bezpieczeństwa Narodowego: Sławoj Leszek Głódź, Krzysztof Mamiński[43].

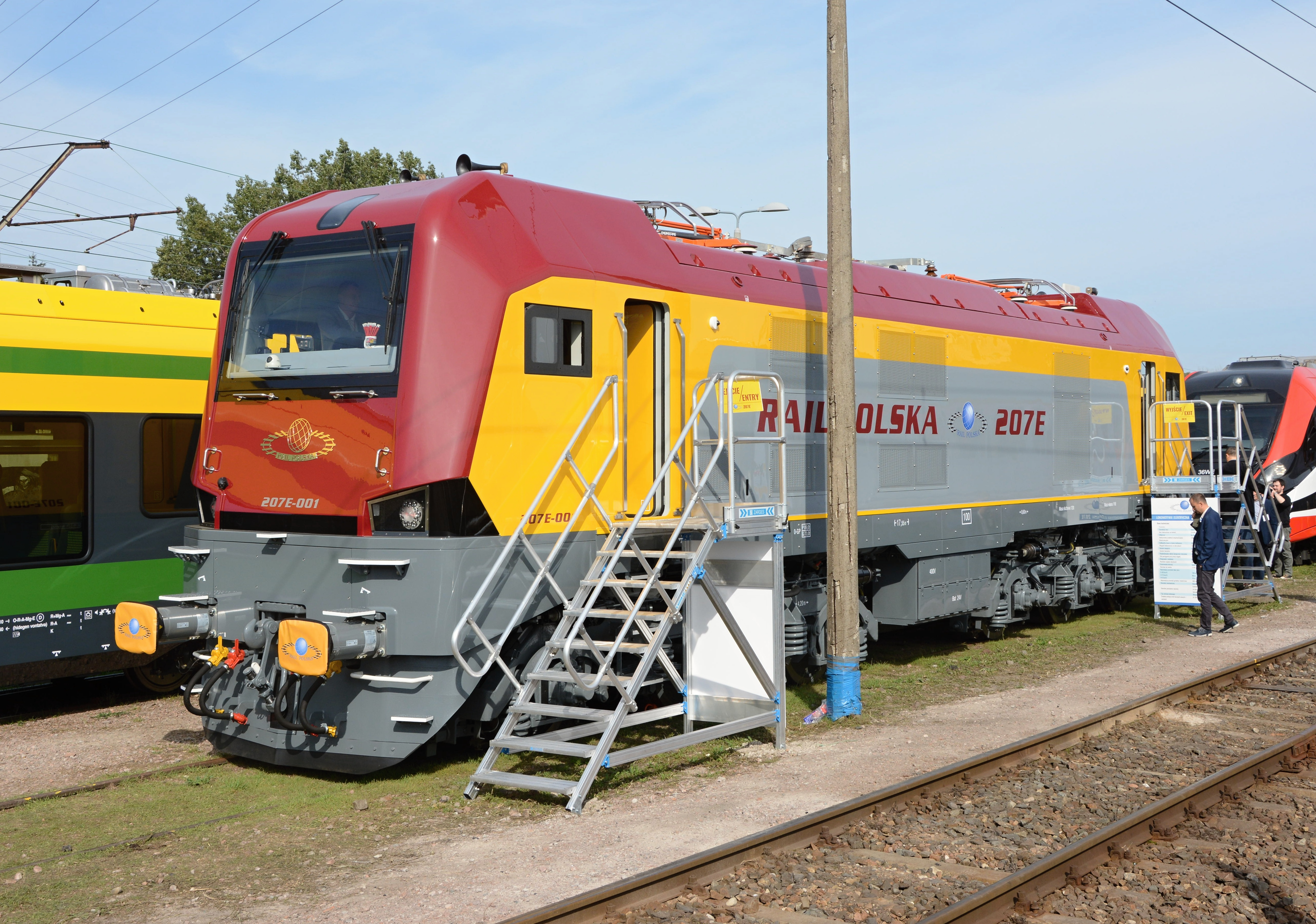
207E-001

Zaprezentowane zostały następujące pojazdy szynowe:
- Chemet: wagon cysterna o pojemności 113,5 m³,
- Crystal Traktor: 9C160 Orion,
- Fire-Max: unimog,
- Legios: Falns, Zags,
- Modertrans Poznań: Gamma LF 01 AC,
- Newag: 36WEa-002 Impuls, E4DCUd-002 Griffin,
- Pesa: 111Ed-005 Gama, 21WEa-002 Elf II,
- PKP Intercity: 111Arow, 144A, 168A, 406A, EP05-23, EP08-001,
- Plasser & Theurer: Unimat 09-4x4/4S E³,
- Przewozy Regionalne: EN57FPS-1608 Feniks 57, SA139-025 Link,
- Rail Polska: 207E-001,
- Siemens: Vectron MS,
- Stadler: 435 501 FLIRT, 75x51 FLIRT,
- Stadler i Solaris: Tramino XL,
- SKM Trójmiasto: 9 683 000-5, WM-15H.00,
- Wichary Technologies: CRAB 1500,
- Zakład Pojazdów Szynowych: ZTU-300.01[44][45].

### 2019

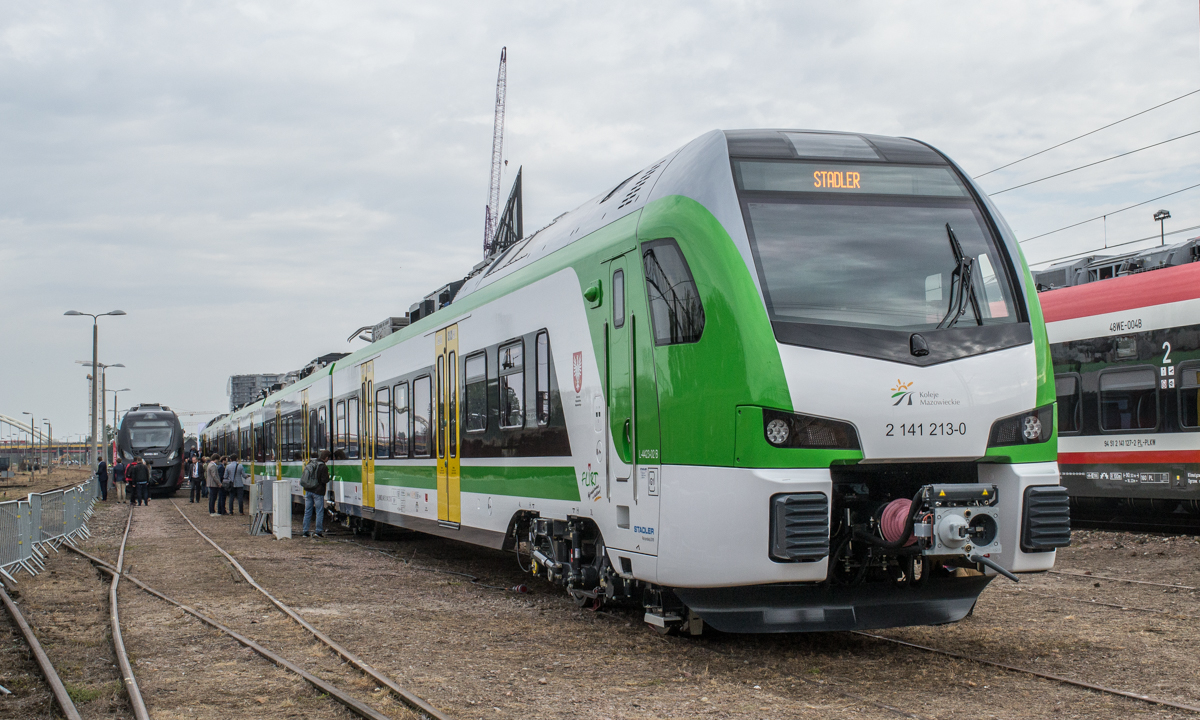
Flirt 3 dla Kolei Mazowieckich

13. Międzynarodowe Targi Kolejowe Trako 2019 odbyły się w dniach od 24 do 27 września 2019 w AmberExpo. Patronem honorowym targów był Minister Infrastruktury. W imprezie wzięło udział 647 wystawców z 32 państw. Tabor oraz maszyny i urządzenia torowe po raz kolejny prezentowane były przed budynkiem AmberExpo oraz na torach przy przystanku Gdańsk Stadion Expo. Jednym z najważniejszych wydarzeń edycji była premiera pierwszego na polskim rynku pociągu hybrydowego zaprezentowanego przez Newag. Projekt ten utrzymywany był w tajemnicy do ostatniej chwili. Dzień Edukacji i Kariery, odbywający się ostatniego dnia wydarzenia, został zorganizowany po raz drugi w historii targów. Tego samego dnia miało miejsce spotkanie Rzecznik Praw Pasażera Kolei z pasażerami. Targi odwiedziło ponad 17 000 gości. Podczas imprezy odbyły się także liczne debaty, konferencje czy seminaria, a także podpisane zostały liczne umowy.
Rozstrzygnięte zostały następujące konkursy oraz wręczono następujące nagrody:
- konkurs im. inż. Ernesta Malinowskiego:
  - nagroda w kategorii Tabor szynowy i jego elementy: NEWAG,
  - nagroda w kategorii Systemy Informatyczne i Telematyczne w dziedzinie taboru szynowego: Rail-Mil Comuters,
  - nagroda w kategorii Innowacje techniczne i technologiczne zastosowane w taborze szynowym: Iris-GmbH infrared&inteligent sensors,
  - wyróżnienia: Track Tec, Ente, Przedsiębiorstwo Usługowo-Techniczne GRAW

- konkurs im. inż. Józefa Nowkuńskiego:
  - nagroda w kategorii Infrastruktura i systemy transportowe: Bombardier Transportation (ZWUS),
  - nagroda w kategorii Przedsięwzięcia techniczno-organizacyjne oraz systemy informatyczne i telematyczne w infrastrukturze: Łódzka Kolej Aglomeracyjna
  - wyróżnienia: Elester-PKP, Medcom, Firma Wielobranżowa i Projektowa Monat,

- konkurs o nagrodę im. prof. Jana Podoskiego:
  - nagroda o kategorii Tabor szynowy dla komunikacji miejskiej: Modertrans Poznań,
  - nagroda o kategorii Części, podzespoły i wyposażenie taboru: Medcom,
  - nagroda o kategorii Infrastruktura zasileniowa i elektroenergetyczna: Elester-PKP,
  - wyróżnienia: Stadler Polska, Mabo,

- konkurs SITK RP im. prof. Czesława Jaworskiego:
  - nagroda główna w kategorii Pojazdy: Medcom,
  - kategoria Infrastruktura: Elester-PKP,
  - wyróżnienia: KUCA, Rail-Mil Computers, Corail TS

- konkurs na najatrakcyjniejszą ekspozycję Targów TRAKO:
  - kategoria stoiska do 30 m²: Arex, Thermo king, TK Telekom,
  - kategoria stoiska powyżej 30 m²: Ministerstwo Infrastruktury, Instytut Kolejnictwa, Centrum Unijnych Projektów Transportowych, Urząd Transportu Kolejowego, NEWAG, Track Tec,

- konkurs Firma Kolejowa Odpowiedzialna Społecznie: Enika, PKP Energetyka,
  - wyróżnienia: DB Cargo, Koleje Wielkopolskie, NEWAG, Siemens Mobility,

- Nagroda dziennika Rzeczpospolita i serwisu logistyka.rp.pl: Medcom, Track Tec, PKP Cargo, PKP Energetyka,

- Medale Prezesa SEP z okazji jubileuszu: Dorota Daszkowska – dyrektor projektu TRAKO, Elester-PKP, Kolejowe Zakłady Łączności.

Zaprezentowane zostały następujące pojazdy szynowe:
- MPK Poznań: BSI Typ I #15, Carl Weyer,
- Stadler: Tango NF2, ER160-02 Flirt,
- PESA: Twist 2015N, 48WE-004 Elf II,
- Modertrans: Moderus Gamma LF 03 AC BD,
- PKP Intercity: EU160-003 Griffin, 174A, 141A-20, 140A-10, 111A-20,
- Bombardier: 594 001 Traxx DC3,
- PKP Cargo: ET26-001 Dragon 2,
- Plasser&Theurer: podbijarka torowa 09-3X,
- Newag: 36WEh-001 Impuls.

### 2021

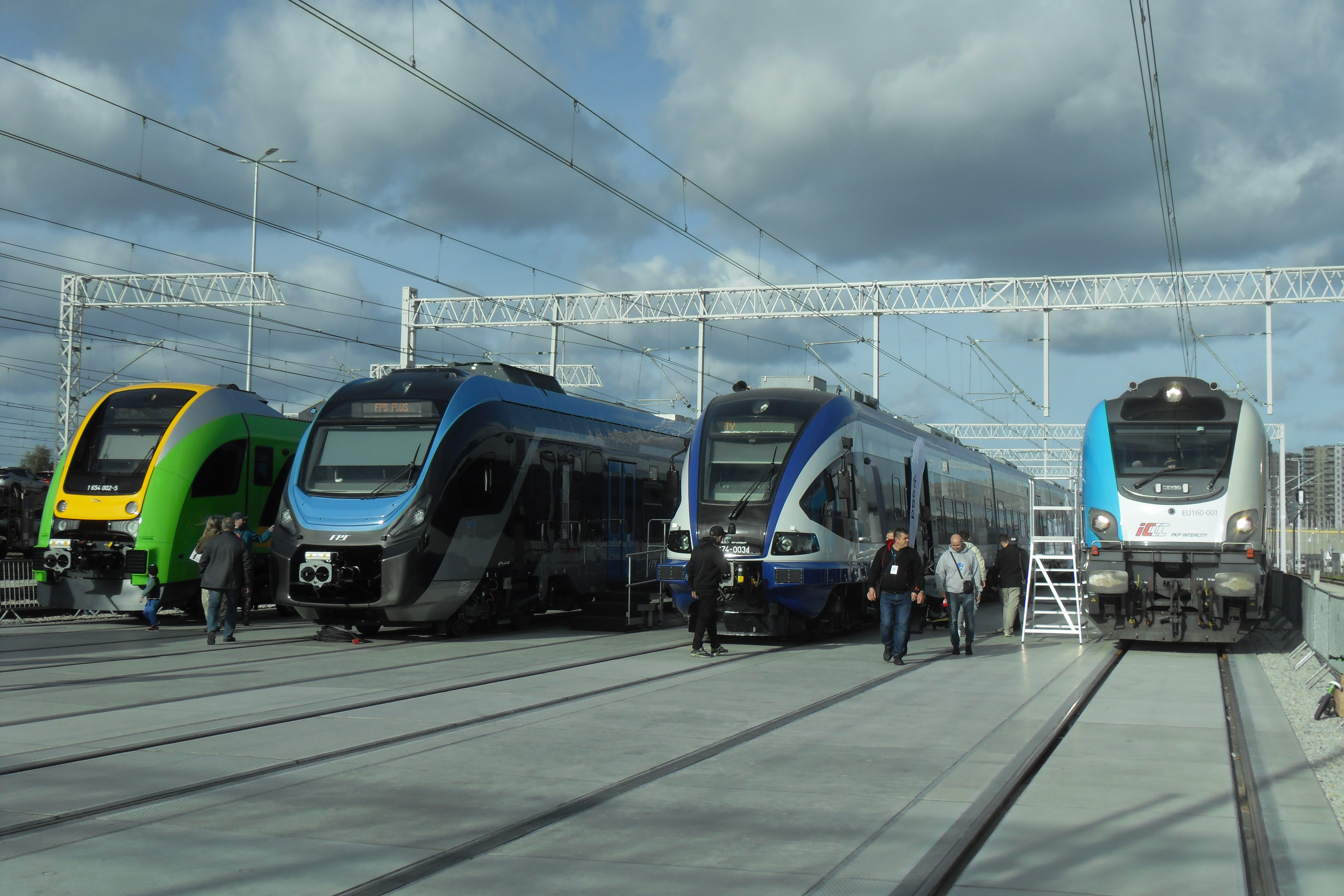
Trako 2021

14. Międzynarodowe Targi Kolejowe Trako 2021 odbyły się w dniach od 21 do 24.09.2021, bez zmian na terenie kompleksu AmberExpo przy ul. Żaglowej 11 w Gdańsku. Był to pierwszy rok, w od którego targi TRAKO oraz Innotrans mają  odbywać się w tym samym roku, a nie jak do tej pory – na zmianę co dwa lata; wydarzenia te zostały zaplanowane osobno, z krótką przerwą pomiędzy nimi. Targi zostały przeprowadzone na zmodernizowanym torowisku linii kolejowej nr 249, co pozytywnie wpłynęło na komfort odwiedzających i powierzchnię ekspozycji. Podczas targów tradycyjnie odbyły się debaty, konferencje, seminaria i prezentacje.